# Elezioni presidenziali negli Stati Uniti d'America del 1996

Voti nel Collegio Elettorale: Bill Clinton/Al Gore (379); Bob Dole/Jack Kemp (159); Ross Perot/Pat Choate (0).

Le elezioni presidenziali negli Stati Uniti d'America del 1996 si svolsero il 5 novembre. La sfida oppose il presidente democratico uscente Bill Clinton e il candidato repubblicano Bob Dole. Clinton riuscì a confermarsi alla carica con largo margine, infliggendo più di otto punti percentuali di distacco a Dole. Netta fu anche la sconfitta dell'indipendente Ross Perot, che ottenne appena l'8% a fronte del 19% che aveva conquistato quattro anni prima e che era risultato determinante per la prima elezione dello stesso Clinton.

## Risultati
| Candidati         | Candidati         | Partiti                         | Voti       | %     | Delegati |
| Presidente        | Vicepresidente    | Partiti                         | Voti       | %     | Delegati |
| ----------------- | ----------------- | ------------------------------- | ---------- | ----- | -------- |
| Bill Clinton (AR) | Al Gore (TN)      | Partito Democratico             | 47 401 185 | 49,24 | 379      |
| Bob Dole (KS)     | Jack Kemp (MD)    | Partito Repubblicano            | 39 197 469 | 40,71 | 159      |
| Ross Perot (TX)   | Pat Choate (D.C.) | Partito della Riforma           | 8 085 294  | 8,40  | –        |
| Ralph Nader       | -                 | Partito Verde degli Stati Uniti | 684 871    | 0,71  | –        |
| Harry Browne      | Jo Jorgensen (SC) | Partito Libertario              | 485 759    | 0,50  | –        |
| Howard Phillips   | Herb Titus (OR)   | Taxpayers                       | 184 656    | 0,19  | –        |
| John Hagelin      | Michael Tompkins  | Partito della Legge Naturale    | 113 667    | 0,12  | –        |
| Altri candidati   | -                 | -                               | 121 663    | 0,13  | –        |
| Totale            | Totale            | Totale                          | 96 274 564 | 100   | 538      |

| Bill Clinton |  | 49,24% |
| Bob Dole     |  | 40,71% |
| Ross Perot   |  | 8,40%  |
| Ralph Nader  |  | 0,71%  |
| Harry Browne |  | 0,50%  |
| Altri        |  | 0,44%  |

     Clinton (379)
     Dole (159)